# CFM International LEAP
Le LEAP, pour Leading Edge Aviation Propulsion, est une génération de turboréacteurs conçue par le consortium CFM International détenu à 50/50 par Safran Aircraft Engines (anciennement SNECMA) et GE (General Electric). Il est destiné à remplacer la famille des CFM56. 

## Historique
Officiellement annoncé le 13 juillet 2008, le LEAP passe ses tests de certification en 2014 pour une entrée en service sur les avions civils monocouloirs en 2016. En 2010, Comac et Airbus ont annoncé qu'ils équiperaient leur avion respectif, le C919 et l'A320neo, des moteurs LEAP, tandis que Boeing confirme en 2011 le LEAP comme seule motorisation pour le Boeing 737 MAX.
Le premier essai en vol d'un moteur LEAP a eu lieu le 6 octobre 2014. Il est assemblé à l'usine Safran accolée à l'aérodrome de Melun-Villaroche (Seine-et-Marne).
Safran va construire à partir de juin 2019 une usine dans la zone de l'aéroport international d'Hyderabad, Inde,  destinée à la production de pièces de LEAP. Nécessitant un investissement de 36 millions d'euros, elle couvrira une surface de 13 ha (dont huit d'ateliers) et emploiera une cinquantaine de personnes à son lancement, 300 à terme. Les premières pièces pourront être produites début 2020. À pleine cadence, en 2023, elle pourra livrer jusqu'à 15 000 pièces par an.
1 118 moteurs ont été livrés en 2018, 1 736 en 2019. À la suite de la suspension de vol du Boeing 737 Max de mars 2019 à novembre 2020, CFMI produit en moyenne dix moteurs LEAP par semaine en 2020, avec possibilité de réajustement à la demande de Boeing.

## Technique et performances
Le LEAP est un réacteur double flux à double-corps avec un taux de dilution de l'ordre de 10. Le diamètre de soufflante est compris entre 178 et 188 cm. Les aubes de turbine basse pression sont usinées à partir d'un alliage de titane et d'aluminium (TiAl). Les anneaux et aubes de turbine haute pression sont réalisés en composite à matrice céramique (CMC). Les aubes de soufflante sont en matériaux composites tissés 3D associés au procédé RTM (de l'anglais Resin Transfer Molding, moulage par injection de résine) ; plus durables et moins nombreuses (18 contre 24 à 36 dans les moteurs CFM56), elles devraient permettre un gain de masse de près de 450 kg,.
La consommation spécifique du LEAP est ainsi annoncée de 16 % inférieure à celle du CFM56, ; CFM International annonce également une diminution des émissions de CO2 de 16 %, de NOx de 50 % et une diminution du niveau sonore du moteur de 15 dB.
Trois versions du LEAP-X ont donc été développées. Le LEAP-1A prévu pour l'Airbus A320neo, le LEAP-1C pour le Comac C919, et le LEAP-1B pour le Boeing 737 MAX. Ces trois versions ne sont pas totalement identiques, principalement pour des raisons d'encombrement. En effet, ces avions n'ayant pas tous la même hauteur sous aile, le diamètre de la soufflante doit être adapté (et donc le nombre d'étages dans les turbines et compresseurs).
Le partage des rôles entre GE et Safran, les deux motoristes associés dans le cadre de la coentreprise CFM International pour le développement du LEAP, conservent le même schéma que lors du développement du CFM56 : GE réalise l'e-core (compresseur haute-pression, chambre de combustion, turbine haute-pression) ainsi qu'une partie de l'intégration tandis que Safran se charge de la soufflante (ou fan en anglais), du corps basse-pression (composé du compresseur basse pression et de la turbine basse pression), ainsi que la tuyère d'éjection des gaz.

## Caractéristiques
| Modèle                            | LEAP-1A                                                                  | LEAP-1B                                                                  | LEAP-1C                                                                  |
| Avion cible                       | Airbus A320neo                                                           | Boeing 737 MAX                                                           | Comac C919                                                               |
| --------------------------------- | ------------------------------------------------------------------------ | ------------------------------------------------------------------------ | ------------------------------------------------------------------------ |
| Configuration                     | Turboréacteur à fort taux de dilution                                    | Turboréacteur à fort taux de dilution                                    | Turboréacteur à fort taux de dilution                                    |
| Compresseur                       | 1 soufflante, 3 étages BP, 22:1 10 étages HP                             | 1 soufflante, 3 étages BP, 22:1 10 étages HP                             | 1 soufflante, 3 étages BP, 22:1 10 étages HP                             |
| Chambre de combustion             | Deuxième génération Twin-Annular, Pre-Mixing Swirler Combustor (TAPS II) | Deuxième génération Twin-Annular, Pre-Mixing Swirler Combustor (TAPS II) | Deuxième génération Twin-Annular, Pre-Mixing Swirler Combustor (TAPS II) |
| Turbine                           | 2 étages HP, 7 étages BP                                                 | 2 étages HP, 5 étages BP                                                 | 2 étages HP, 7 étages BP                                                 |
| Taux de compression global        | 40:1 (50:1 au sommet de la montée)                                       | 40:1 (50:1 au sommet de la montée)                                       | 40:1 (50:1 au sommet de la montée)                                       |
| Consommation spécifique           | 12 g/kN/s (env. 15 % de moins que le CFM56)                              | 12 g/kN/s (env. 15 % de moins que le CFM56)                              | 12 g/kN/s (env. 15 % de moins que le CFM56)                              |
| Diamètre de la soufflante (cm)    | 198                                                                      | 176                                                                      | 198                                                                      |
| Taux de dilution                  | 11:1                                                                     | 9:1                                                                      | 11:1                                                                     |
| Longueur (m)                      | 3,328                                                                    | 3,147                                                                    | 4,505                                                                    |
| Largeur maxi (m)                  | 2,533-2,543                                                              | 2,421                                                                    | 2,659                                                                    |
| Hauteur maxi (m)                  | 2,368-2,362                                                              | 2,256                                                                    | 2,714                                                                    |
| masse (kg)                        | 2 990-3 153 (plein fait)                                                 | 2 780 (à sec)                                                            | 2 929-3 935 (plein fait)                                                 |
| Poussée au décollage (kN)         | -1A23, 24 : 106,80 -1A26 : 120,64 -1A30, 32, 33, 35 : 143,05             | -1B28 : 130,41                                                           | -1C28 : 129,98 -1C30 : 137,14                                            |
| Poussée continue maxi (kN)        | -1A23 : 104,58 -1A24 : 106,76 -1A26 : 118,68 -1A30, 32, 33, 35 : 140,96  | -1B28 : 127,62                                                           | -1C28 : 127,93 -1C30 : 133,22                                            |
| Vitesse de rotation maxi (tr/min) | BP : 3 894, HP : 19 391                                                  | BP : 4 586, HP : 20 171                                                  | BP : 3 894, HP : 19 391                                                  |